# Trail du Ventoux
Le Trail du Ventoux est une course de trail qui se dispute chaque année sur le mont Ventoux dans le département de Vaucluse en France. La course a lieu depuis 2004, avec un parcours principal qui forme une boucle au départ de Bédoin passant au sommet du mont Ventoux. Le parcours de l'édition 2019 est long de 46 km avec un dénivelé positif de 2 036 m. L'épreuve dispose d'une renommée nationale et attire plusieurs athlètes de haut niveau de France et des pays voisins.

## Organisation

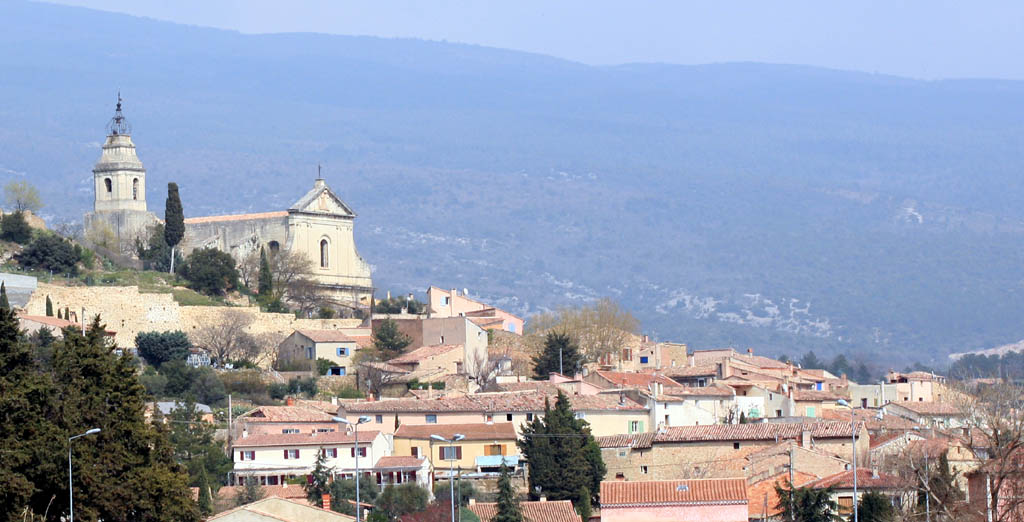
Le village de Bédoin

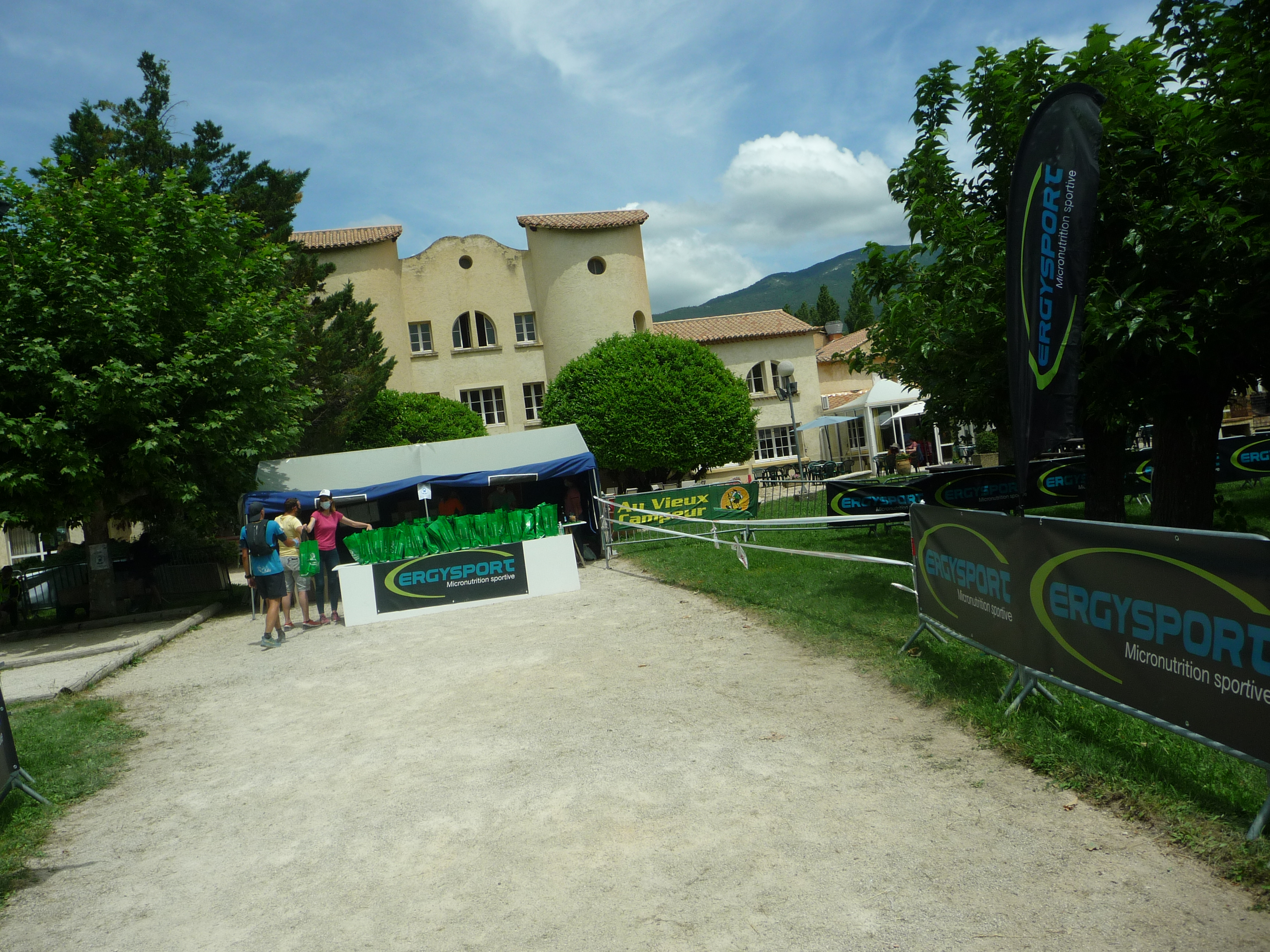
Le domaine des Florans, lieu de départ et d'arrivée.

L'évènement a été créé à l'initiative de Serge Jaulin et Christine Grouiller.

## Caractéristiques

### Histoire

#### Évolutions du parcours
De 2005 à 2008, la course s'élançait du domaine de Bélézy (344 m) à Bédoin. Les coureurs prenaient ensuite la direction du site des Demoiselles coiffées à côté du hameau des Baux, puis grimpaient la combe Curnier pour rejoindre le GR91B vallonné et ses jas en ruine (Pié Gros, Landérots...). Le final de l'ascension s'effectuait par le clapier de l'Ermite. Pour redescendre, les coureurs prenaient d'abord la direction du chalet Reynard puis combe d'Ansis.
Puis à partir de 2009 la course démarrait soit du centre de Bédoin soit du domaine des Florans (323 m). À partir de cette date et sauf parcours de substitution, le parcours s'est composé comme ceci : passage par une carrière d'ocre, traversée de la route du col de la Madeleine, sentier très aérien aboutissant au lieu-dit « Pouzaraque », combe de Brame-Fam, sentier le long des rochers des Rams, premier ravitaillement sous la citerne des prés de Michel (environ 1 105 m d'altitude), sentier technique vers la tête de Chauva, route D974 à partir d'une barrière (1 525 m), mont Ventoux (1 910 m), descente par le GR4 soit jusqu'à la plaine des Ermitants (1 450 m), soit jusqu'au chalet Reynard (1 417 m), descente de la combe la Grave pour rejoindre le GR91B avec une multitude de petites montées et descentes et quelques jas ruinés (jas de la Couanche, jas du Toumple, Le Baumasson, jas des Landérots, jas du Pié Gros), poursuite par le collet Rouge Haut (environ 1 060 m), descente de la combe de Malaval, poursuite du GR91 ou sentiers à travers les vignes jusqu'à Bédoin. Aussi, la séparation des parcours de 26 km et 46 km s'effectue peu après le ravitaillement de la citerne des prés de Michel. Les coureurs suivant le petit parcours ne montent pas jusqu'au sommet, obliquant directement vers le collet Rouge Haut puis la descente de la combe de Malaval.
Un parcours de 72 km, l'Intégrale des Crêtes, est apparu en 2020. En 2025, l'Évasion Baronnies, un itinéraire de 64 km au départ de Buis-les-Baronnies, est inauguré.

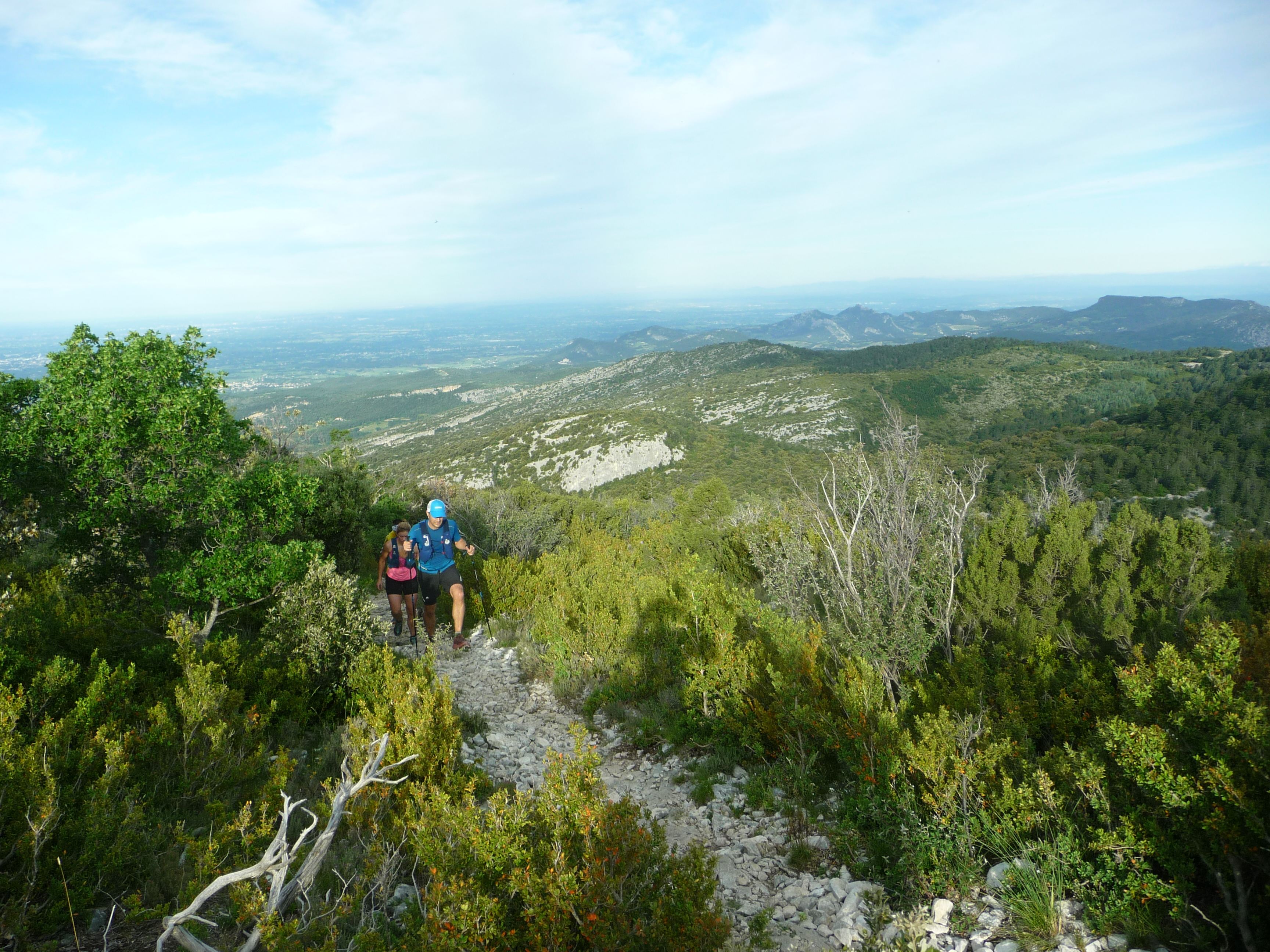
Le haut de la combe de Malaval sur la course en 2021. Les Dentelles de Montmirail sont visibles au fond à droite..
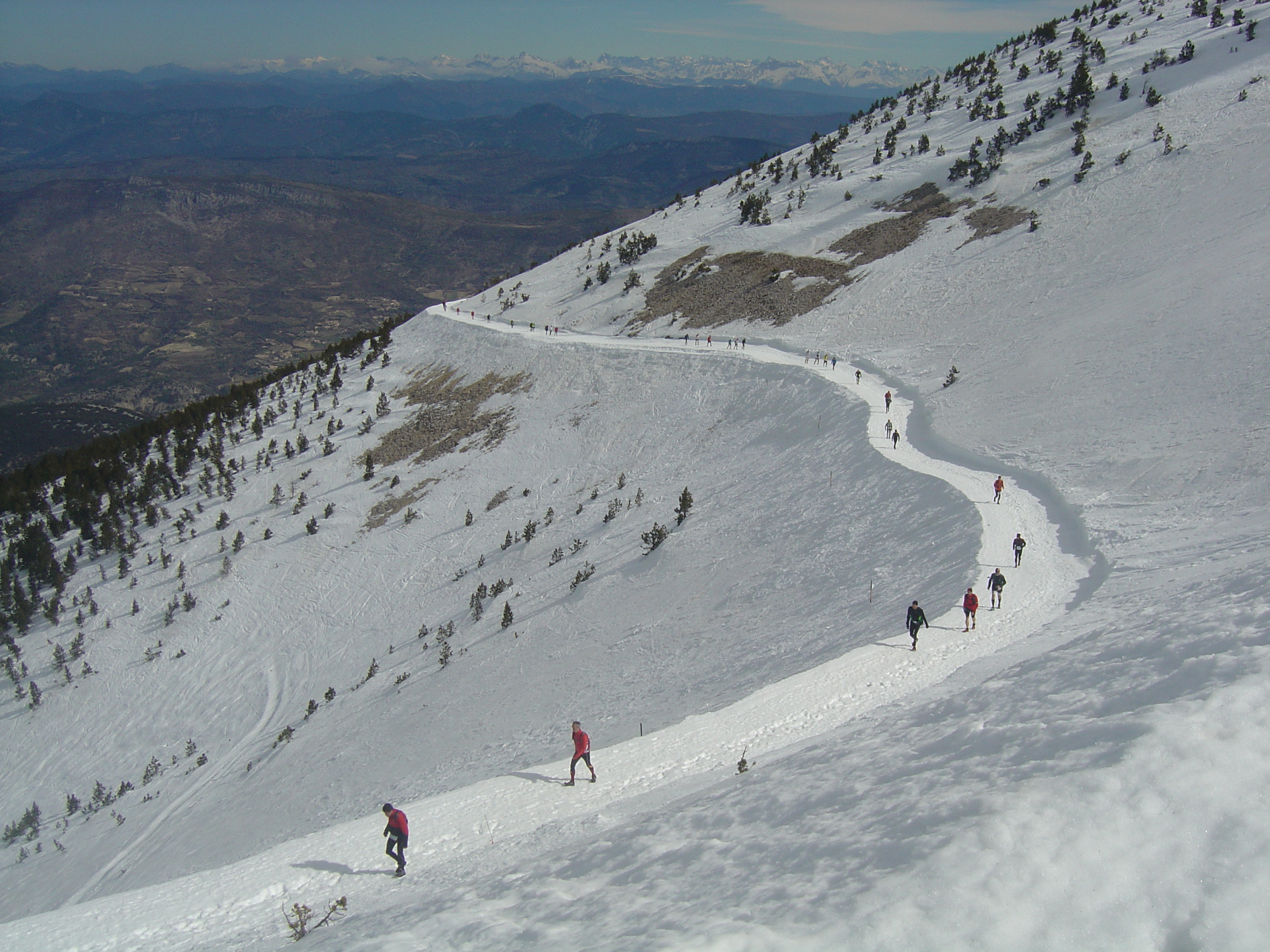
Sur le trail du Ventoux 2014, le final de l’ascension du mont Ventoux par la route D974 enneigée et vue sur les Alpes.
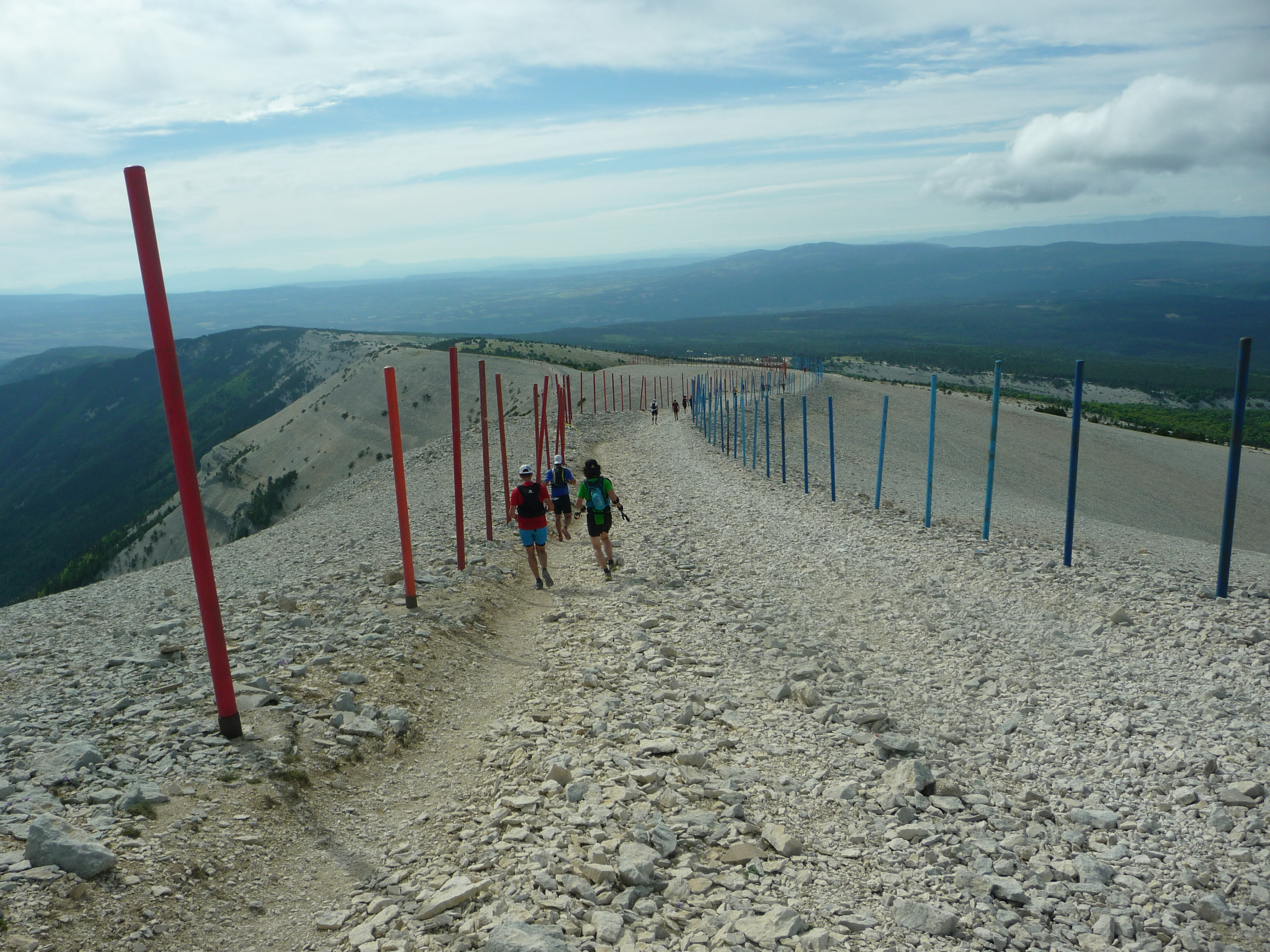
Descente sur la crête par le sentier GR4 sur l’édition 2021. À droite au fond apparaissent les monts de Vaucluse et le Grand Luberon.
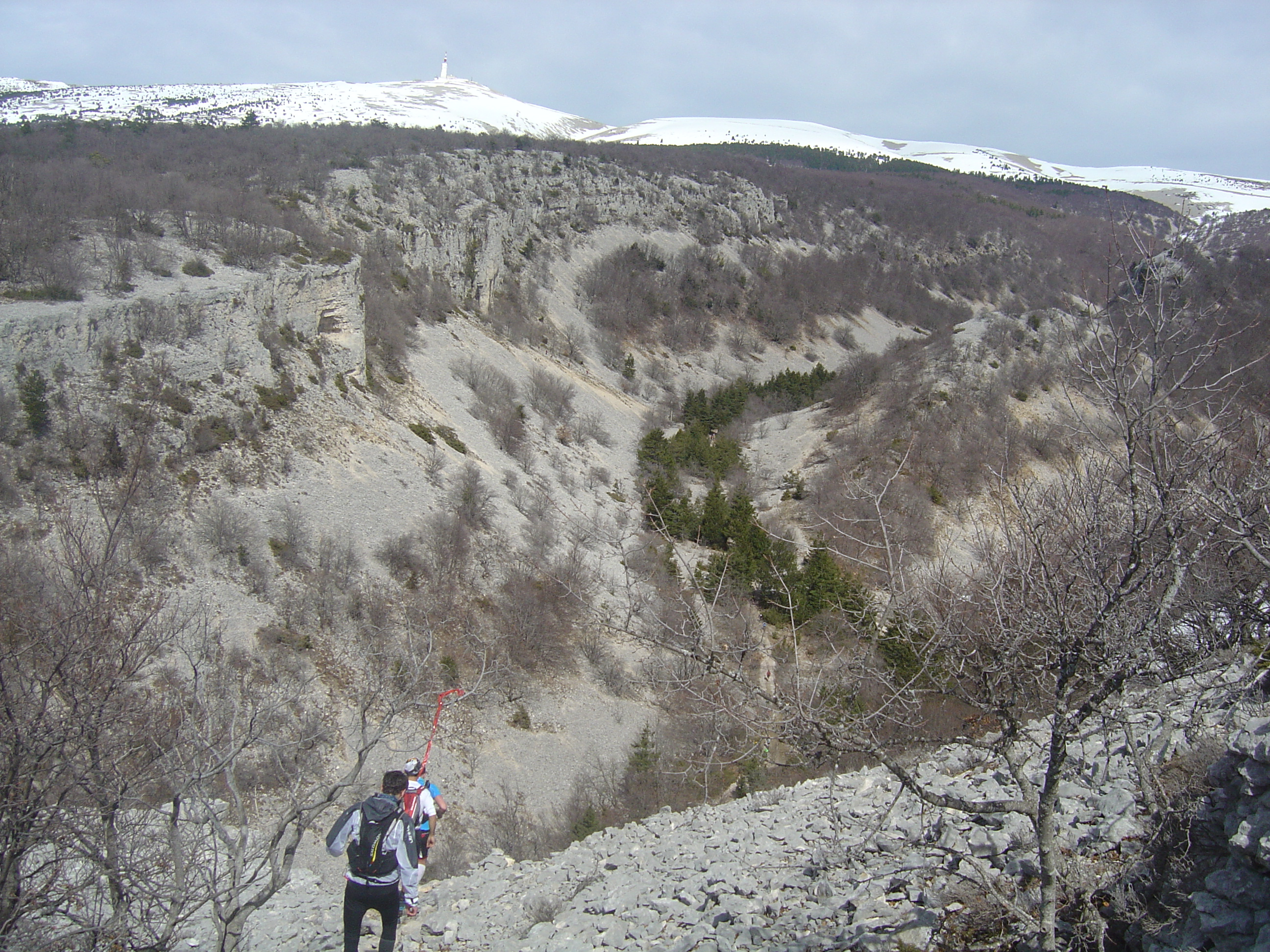
Sur le trail du Ventoux 2014, le franchissement d’une combe après avoir descendu la plaine des Ermitants.

En 2021, en raison de la pandémie de COVID-19, la course fut repoussée du mois de mars au mois de juin, où les restrictions sanitaires étaient moins importantes, grâce notamment au développement de la vaccination. Toutefois, seul le parcours de 46 km fut retenu et les coureurs des autres courses furent transférés vers celui-ci ou non selon leur choix. La date du 6 juin fut prévue. Ce report a permis aux organisateurs d'établir un nouvel itinéraire. Ainsi, la combe de Malaval, d'ordinaire empruntée en descente, le fut en montée pour rejoindre le GR91B et ses jas en ruines. Après avoir passé le jas de Baumasson, la piste DFCI fut coupée par un sentier pour monter le mont Ventoux par le clapier de l'Ermite, comme autrefois. Après la descente jusqu'à la tête de la Grave (1 633 m) par le sentier GR4, les coureurs ont bifurqué pour rejoindre le GR9 et la combe de Fonfiole, chose inédite sur le trail du Ventoux car d'ordinaire l'enneigement du mois de mars ne permet pas de passer par ce chemin du flanc nord. Après quoi les concurrents se sont ravitaillés à la station du mont Serein et ont descendu le Ventoux par les près de Michel, le belvédère des Ramayettes, la combe de Brame-Fam habituellement parcourus dans le sens de la montée à l'aller, puis la combe Obscure.

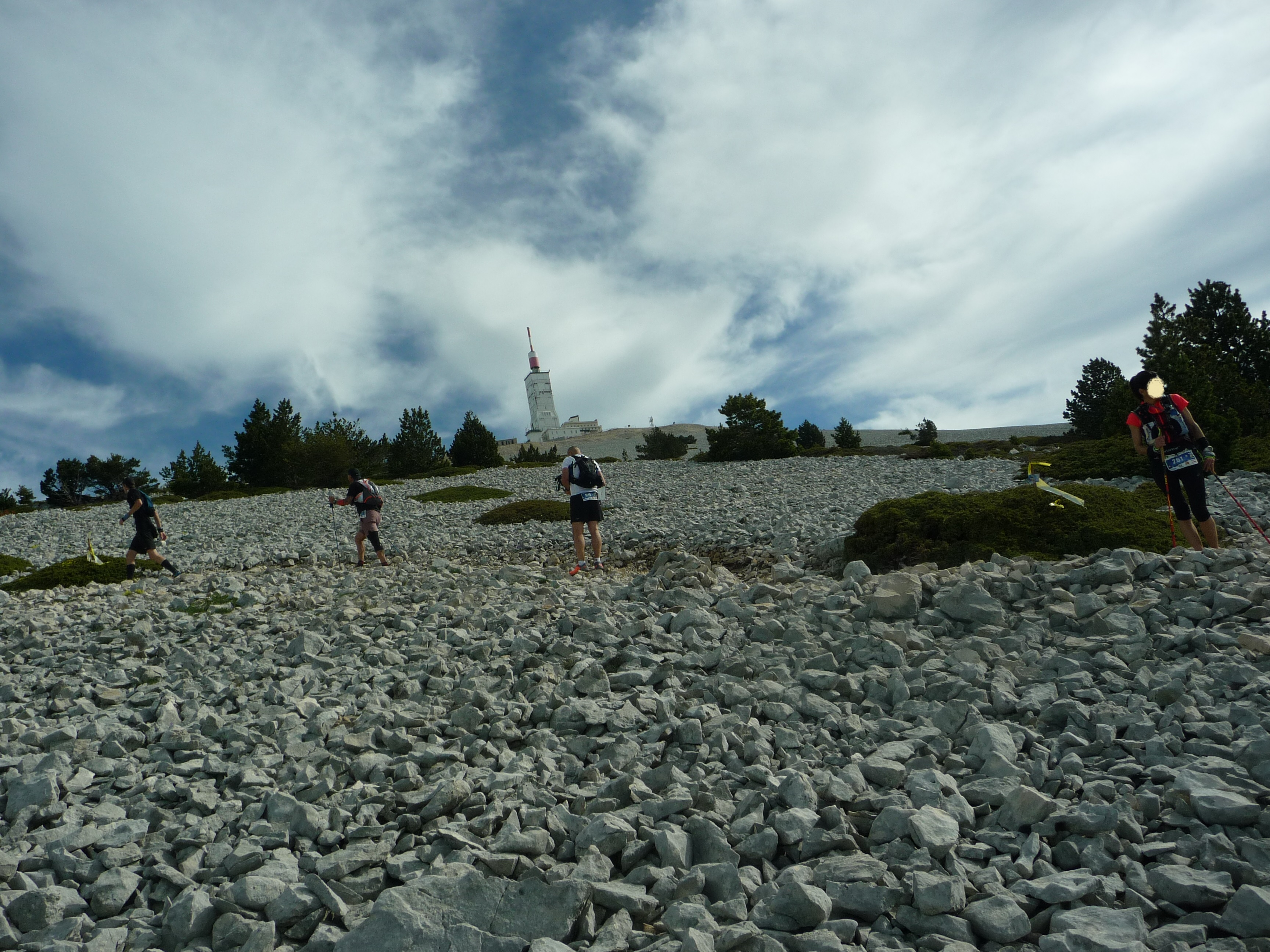
Le retour de l’ascension par le clapier de l’Ermite en 2021.
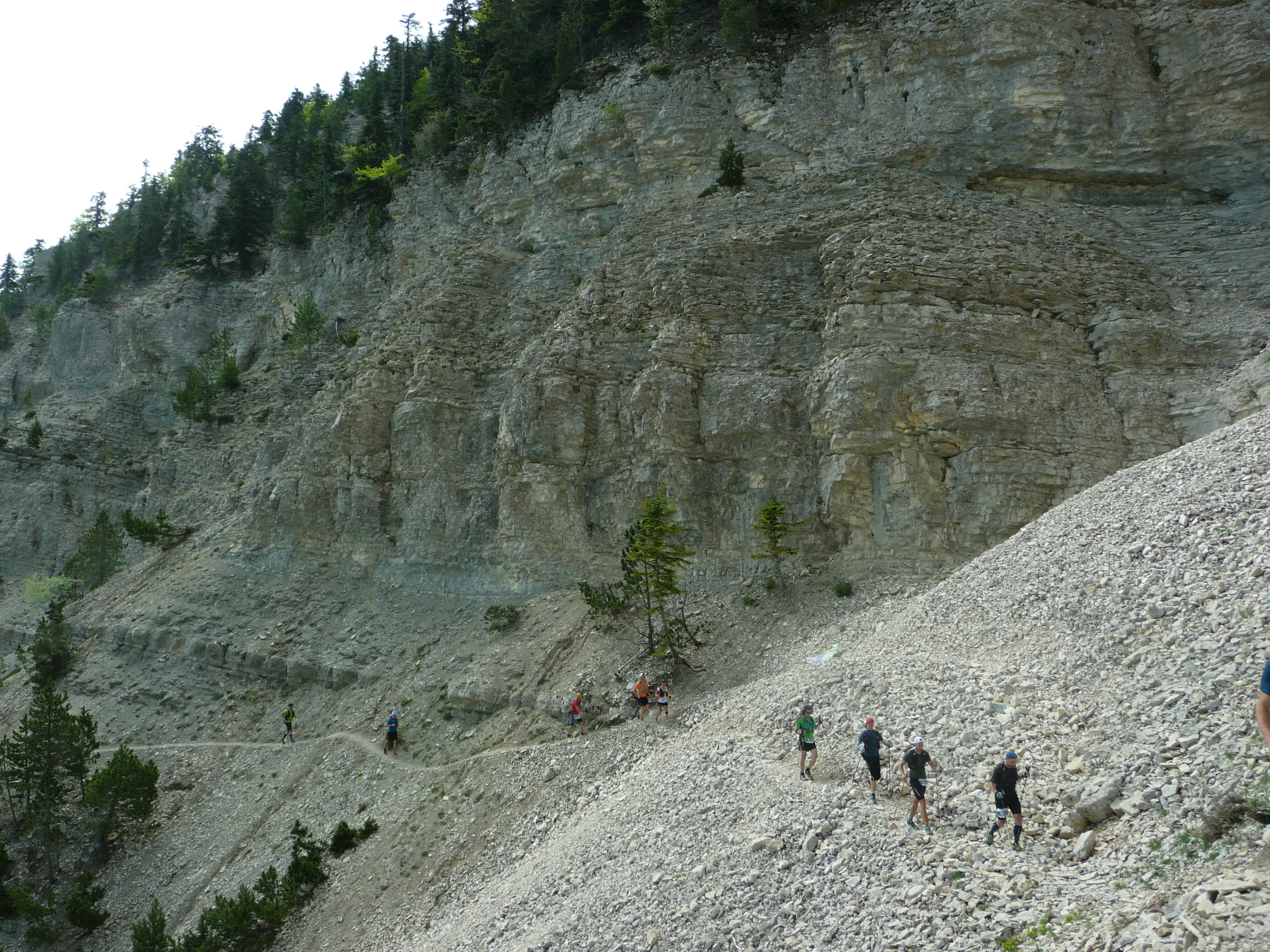
Passage inédit par le sentier GR9 sur le flanc nord du mont Ventoux en juin 2021.

#### Parcours de repli face aux conditions climatiques
En 2008, face au froid et l'abondance de la neige sur le sol en altitude, le sommet ne fut pas grimpé mais la course a atteint une piste du téléski de l'Ermitant, à près de 1 500 m au-dessus du chalet Reynard. En 2011, le brouillard, la pluie et le vent ont obligé les organisateurs à dévier beaucoup de concurrents du parcours de 46 km vers le parcours de 23 km. Seuls les plus rapides ont atteint le sommet. L'édition 2013 fut marquée par la boue surtout au pied du mont Ventoux et la météo fut pluvieuse. Encore une fois, les concurrents n'atteignirent pas le sommet, enneigé et verglacé, mais une altitude maximum de près de 1 570 m au début du sentier des rochers de Cachillan juste au-dessus de la piste de la tête du Chauva. Puis, en 2015, l'enneigement au sol obligea encore les organisateurs à annuler le passage au sommet et à se rétracter sur le lieu-dit « Le Casseù » (1 493 m) sur la piste de la tête du Chauva.
Lors de l'édition 2024, le parcours de 75 km, en raison d'un enneigement massif et du froid, fut réduit à 52 km. Le parcours de 46 km le dimanche a été également modifié, sans passer par le sommet mais en faisant une boucle autour du jas de la Couanche.

### Curiosités du parcours
Le parcours emprunte le sentier GR91B. Celui-ci est irrégulier, proposant une alternance de montées et descentes. Sur ce sentier figurent des jas en ruine : jas de la Couanche à près de 1 130 m d'altitude, jas du Toumple à environ 1 285 m d'altitude, le Baumasson (1 111 m), jas des Landérots (1 016 m), jas du Pié Gros à environ 940 m d'altitude. Ces abris de pierres sèches abritaient autrefois les troupeaux de chèvres et moutons.
À proximité du hameau des Baux se tiennent, au milieu d'un bois de pins maritimes, les Demoiselles coiffées, sortes de cheminées sculptées dans l'ocre.
À proximité du sommet du mont Ventoux se tient la chapelle Sainte-Croix (1 860 m). Elle a été construite en 1701 par César de Vervins en remplacement d'une chapelle probablement édifiée entre 1500 et 1504 par l’évêque de Carpentras, Pierre de Valetariis, mais détruite par les protestants en 1562 durant les guerres de religion. Elle ne résista pas aux destructions des biens religieux durant la Révolution française. Reconstruite en 1818, elle est progressivement abandonnée, une dernière messe s'y tenant en 1905. Détruite dans la première moitié du XXe siècle, elle a été reconstruite en 1936,.

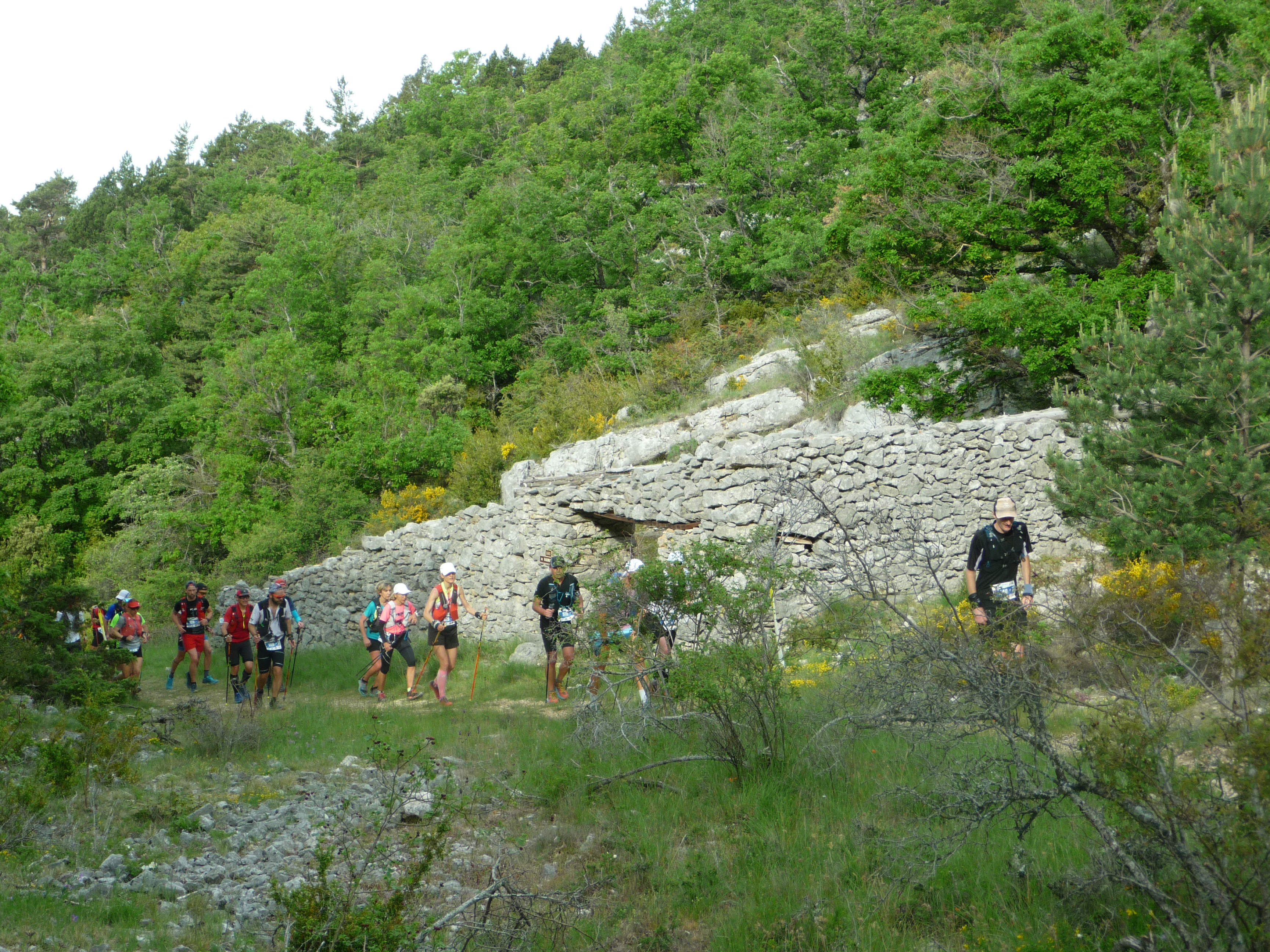
Passage devant le jas de Baumasson sur le trail du Ventoux 2021.
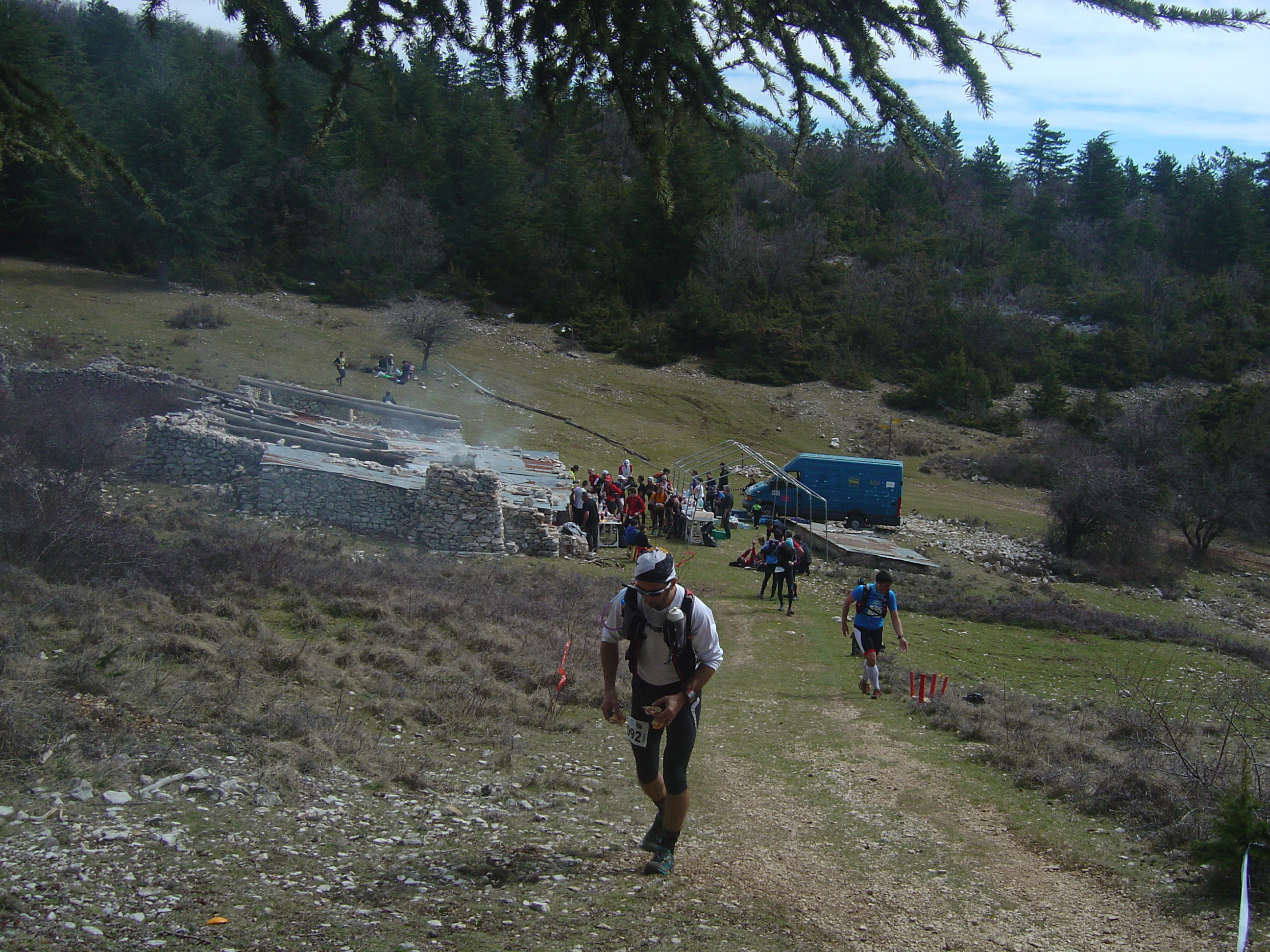
Sortie de la zone de ravitaillement du jas de la Couanche, sur le sentier GR91B et lors du trail du Ventoux 2014.
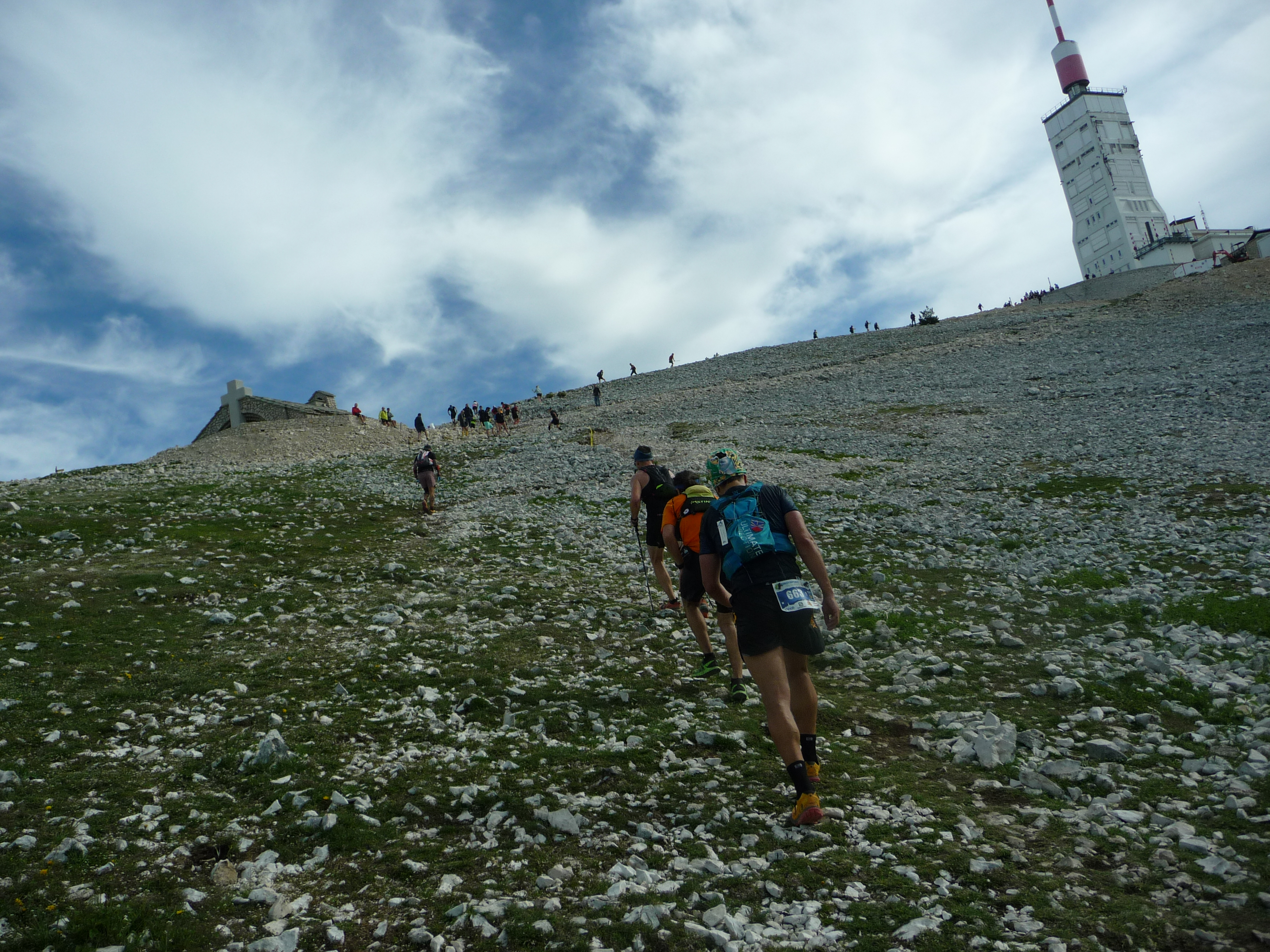
Passage devant la chapelle Sainte-Croix sur le trail du Ventoux 2021.

## Palmarès

### 46kmOrigine
Le palmarès ci-dessous recense les vainqueurs de la course principale, disputée sur une distance variant de 40 km à 46 km.
| Édition | Date | Hommes | Hommes                        | Hommes          | Femmes | Femmes                         | Femmes          |
| ------- | ---- | ------ | ----------------------------- | --------------- | ------ | ------------------------------ | --------------- |
|         |      | Rang   | Athlète                       | Temps           | Rang   | Athlète                        | Temps           |
| 1re     | 2004 | 1er    | Samuel Bonaudo                | 3 h 30 min 51 s | 24e    | Christine Gosjean              | 4 h 58 min 49 s |
| 2e      | 2005 | 1er    | Nicolas Gomord                | 3 h 44 min 20 s | 14e    | Sonia Furtado                  | 4 h 19 min 13 s |
| 3e      | 2006 | 1er    | Serge Barthes                 | 3 h 24 min 9 s  | 34e    | Irina Malejonock               | 4 h 2 min 55 s  |
| 4e      | 2007 | 1er    | Thomas Lorblanchet            | 3 h 41 min 59 s | 76e    | Sandrine Baron                 | 4 h 53 min 15 s |
| 5e      | 2008 | 1er    | Christophe Jaquerod           | 3 h 32 min 20 s | 54e    | Nadine Maurizot                | 4 h 23 min 17 s |
| 6e      | 2009 | 1er    | Tom Owens                     | 4 h 2 min 44 s  | 18e    | Irina Malejonock — 2e victoire | 5 h 0 min 17 s  |
| 7e      | 2010 | 1er    | François D'Haene              | 3 h 37 min 38 s | 70e    | Sandra Martin                  | 4 h 45 min 50 s |
| 8e      | 2011 | 1er    | Julien Rancon                 | 4 h 3 min 36 s  | 27e    | Maud Gobert                    | 5 h 10 min 34 s |
| 9e      | 2012 | 1er    | Andy Symonds                  | 3 h 59 min 18 s | 31e    | Oihana Kortazar                | 4 h 51 min 20 s |
| 10e     | 2013 | 1er    | Patrick Bringer               | 3 h 55 min 20 s | 24e    | Christel Dewalle               | 4 h 34 min 3 s  |
| 11e     | 2014 | 1er    | Sébastien Spehler             | 4 h 20 min 37 s | 36e    | Juliette Benedicto             | 5 h 18 min 17 s |
| 12e     | 2015 | 1er    | Julien Rancon — 2e victoire   | 3 h 28 min 23 s | 41e    | Céline Lafaye                  | 4 h 8 min 27 s  |
| 13e     | 2016 | 1er    | Nicolas Martin                | 3 h 46 min 24 s | 31e    | Caroline Chaverot              | 4 h 30 min 8 s  |
| 14e     | 2017 | 1er    | Marc Lauenstein               | 3 h 48 min 41 s | 29e    | Adeline Roche                  | 4 h 24 min 9 s  |
| 15e     | 2018 | 1er    | Marc Lauenstein — 2e victoire | 4 h 0 min 22 s  | 52e    | Lucie Jamsin                   | 4 h 59 min 20 s |
| 16e     | 2019 | 1er    | Marc Lauenstein — 3e victoire | 3 h 39 min 13 s | 39e    | Rachel Drake                   | 4 h 28 min 18 s |
| 17e     | 2020 | 1er    | Marc Lauenstein — 4e victoire | 3 h 37 min 37 s | 37e    | Camille Bruyas                 | 4 h 31 min 56 s |
| 18e     | 2021 | 1er    | Thomas Cardin                 | 3 h 39 min 22 s | 23e    | Katie Schide                   | 4 h 19 min 12 s |
| 19e     | 2022 | 1er    | Thomas Cardin — 2e victoire   | 3 h 44 min 43 s | 24e    | Blandine L'Hirondel            | 4 h 19 min 18 s |
| 20e     | 2023 | 1er    | Andrea Rota                   | 3 h 48 min 1 s  | 15e    | Audrey Tanguy                  | 4 h 25 min 49 s |
| 21e     | 2024 | 1er    | Thomas Cardin — 3e victoire   | 3 h 30 min 28 s | 18e    | Adeline Martin — 2e victoire   | 3 h 57 min 19 s |
| 22e     | 2025 | 1er    | Thomas Cardin — 4e victoire   | 3 h 55 min 18 s | 28e    | Adeline Martin — 3e victoire   | 4 h 46 min 59 s |

### 64kmÉvasion Baronnies
| Édition | Date | Hommes | Hommes          | Hommes          | Femmes | Femmes      | Femmes          |
| ------- | ---- | ------ | --------------- | --------------- | ------ | ----------- | --------------- |
|         |      | Rang   | Athlète         | Temps           | Rang   | Athlète     | Temps           |
| 1re     | 2025 | 1er    | Ulysse Hoffmann | 6 h 29 min 33 s | 10e    | Emma Bilham | 7 h 36 min 39 s |

### 75kmIntégrale des Crêtes
| Édition | Date | Hommes | Hommes            | Hommes          | Femmes | Femmes             | Femmes          |
| ------- | ---- | ------ | ----------------- | --------------- | ------ | ------------------ | --------------- |
|         |      | Rang   | Athlète           | Temps           | Rang   | Athlète            | Temps           |
| 1re     | 2020 | 1er    | Martin Kern       | 7 h 27 min 56 s | 15e    | Sandra Martin      | 9 h 16 min 25 s |
| 2e      | 2021 |        | Distance annulée  |                 |        | Distance annulée   |                 |
| 3e      | 2022 | 1er    | Elias Kadi        | 7 h 7 min 41 s  | 10e    | Isabelle Dragon    | 8 h 56 min 51 s |
| 4e      | 2023 | 1er    | Clément Mathieu   | 7 h 27 min 5 s  | 35e    | Marie-Hélène Posta | 9 h 47 min 13 s |
| 5e      | 2024 | 1er    | Sylvain Court     | 5 h 5 min 48 s  | 30e    | Marie-Laure Thieux | 6 h 14 min 7 s  |
| 6e      | 2025 | 1er    | Sébastien Spehler | 6 h 42 min 45 s | 26e    | Ekaterina Hiol     | 9 h 31 min 58 s |